# C/2010 U3 (Boattini)
C/2010 U3 (Boattini)是目前觀測弧最長的一顆雙曲線彗星，從奧爾特雲遠日點開始，耗時約一百萬年才運行半個軌道。2010年10月31日，安德烈亞·博蒂尼使用萊蒙山勘測站1.5公尺反射望遠鏡拍攝的影像中發現彗星。近日點位於太陽系內。
C/2010 U3彗星的觀測弧長為16年，可以很好地估計其入境軌道（原始軌道）和出境軌道（未來軌道）。噴氣推進實驗室線上曆書系統顯示，1950年時代，C/2010 U3彗星軌道周期為220萬年，遠日點距離太陽34,000天文單位（0.5光年）。2019年的入境軌道周期為200萬年。噴氣推進實驗室線上曆書系統的彗星出境週期為350,000年，遠日點距離為9,900個天文單位（0.2光年）。
2005年11月，根據距離太陽25.8個天文單位（38.6億公里）時拍攝的影像，C/2010 U3彗星處於活躍狀態。C/2010 U3彗星在2009年和2017 年均曾爆發。當彗星距離太陽如此之遠時，一氧化碳和二氧化碳等揮發物就會產生活動。